# Ptychadena arnei
Ptychadena arnei és una espècie de granota que viu a Costa d'Ivori, Guinea, Senegal, Sierra Leona i, possiblement també, a Guinea Bissau i Libèria.